# Рияка, Вячеслав Александрович
Вячеслав Александрович Рияка (укр. В’ячелав Олександрович Ріяка; 13 июня 1947 — 9 мая 2007) — советский и украинский учёный-правовед, специалист в области конституционного права зарубежных стран и международного права, кандидат юридических наук (1983), профессор (2007). Работал в Национальной юридической академии Украины имени Ярослава Мудрого, где с 1993 по 2007 год возглавлял кафедру международного права и государственного права зарубежных стран.

## Биография
Родился 13 июня 1947 года в Харькове. Высшее образование он получил в Харьковском юридическом институте, который окончил в 1971 году. Спустя два года после окончания ВУЗа он начал в нём работать ассистентом на кафедре международного права и государственного права зарубежных стран. В 1975 году он поступил в аспирантуру на ту же кафедру, где и работал, по окончании которой стал старшим преподавателем кафедры, а затем и доцентом. Преподавал две учебные дисциплины — «международное право» и «конституционное право зарубежных стран».
В 1983 году в Киевском государственном университете им. Т. Г. Шевченко успешно защитил диссертацию на соискание учёной степени кандидата юридических наук на тему «Ратификация международных договоров» (специальность 12.00.10 — международное право) (научный руководитель — доктор юридических наук, профессор М. В. Яновский; официальные оппоненты — доктор юридических наук, профессор В. Г. Буткевич и кандидат юридических наук В. И. Евинтов). В 1987 году было присвоено учёное звание доцента.
В 1993 году после смерти своего научного руководителя профессора М. В. Яновского сменил его на должности заведующего кафедры международного права и государственного права зарубежных стран Украинской государственной юридической академии (до 1991 года — Харьковский юридический институт, с 1995 — Национальная юридическая академия Украины имени Ярослава Мудрого). Будучи заведующим активно занимался научно-педагогической работой, под его научным руководством было защищено четыре диссертации на соискание учёной степени кандидата юридических наук — О. В. Тарасов (1995; после смерти М. В. Яновского), А. В. Журавка (1999), О. Ю. Тодыка (2002), Е. А. Гончаренко (2005).
Коллеги по вузу охарактеризовали его как «весёлого, жизнерадостного человека, настоящего наставника для молодых преподавателей кафедры, которым помогал уникальными советами как в педагогических, так и в жизненных вопросах, руководителем, который смог объединить кафедру в единый дружеский коллектив».
В 2007 году ему было присвоено учёное звание профессора. Продолжал возглавлять кафедру вплоть до своей смерти 9 мая 2007 года.

## Награды
В 2003 году вместе с В. С. Семёновым и М. В. Цвиком, за учебное пособие «Конституционное право зарубежных стран» изданное в 2002 году, был удостоен первой премии Всеукраинского конкурса на лучшее юридическое издание Союза юристов Украины в номинации «Учебные пособия (практикумы, курсы лекций, хрестоматии и тому подобное)».
В 2004 году вместе с Е. А. Закоморной, В. С. Семёновым, А. И. Свечкарёвым и М. В. Цвиком, за изданный в 2004 году учебник «Конституционное право зарубежных стран» был удостоен премии имени Ярослава Мудрого, в номинации «За подготовку и издание учебников для студентов юридических специальностей высших заведений образования». В том же году был награждён Почётной грамотой Верховной рады Украины.